# Gonzalo Menéndez Pidal y Goyri
Gonzalo Menéndez Pidal y Goyri (Madrid, 12 d'abril de 1911 – Madrid, 11 de desembre de 2008) va ser un historiador espanyol, acadèmic de la Reial Acadèmia de la Història.

## Biografia
Va néixer en Madrid el 12 d'abril de 1911, fill de Ramón Menéndez Pidal i de María Goyri. Es llicencià en la carrera d'Història en la Universitat de Madrid i es doctorà amb una tesi titulada Mozárabes y asturianos en la cultura de la Alta Edad Media reflejada en sus bibliotecas. Es va casar amb Elisa Bernis el 1936. La seva activitat investigadora i interessos se centraren en la cartografia històrica y la historia real. En la seva obra destaquen títol com Los caminos en la historia de España (1952), La España del siglo XIII o Hacia una nueva imagen del mundo. Elegit acadèmic de la Reial Acadèmia de la Història el 25 de novembre de 1955 amb la medalla 19, va ocupar el càrrec des de la seva presa de possessió el 29 de juny de 1958 fins a la seva mort. Va morir a Madrid l' 11 de desembre de 2008 a l'edat de 97 anys.